# El Piñero
El Piñero est une municipalité espagnole de la communauté autonome de Castille-et-León et de la province de Zamora. En 2015, elle compte 240 habitants.

## Étymologie
Le nom de la ville peut faire référence à l'existence autrefois de pins dans la zone.

## L'histoire
Sa fondation remonterait au Moyen Âge, s'inscrivant dans le processus de repeuplement entrepris par les rois léonais lors de leur avancée pendant la Reconquista. La documentation médiévale nous montre qu'en 1297, l'Ordre de Saint-Jean acquit une maison à El Piñero. Lors de la création des provinces actuelles en 1833, El Piñero fut intégré dans la province de Zamora, dans la région léonaise.

## Symboles
Les symboles du village sont les suivants.

### Blason
Écu coupé. En haut, sur un champ d'or, trois pins de sinople. En bas, sur un champ d'argent et sur des ondes d'argent et d'azur, un moulin à eau de sa couleur, et sur une colline de sinople, un autre moulin de sa couleur, cette fois à vent. Bordure de gueules, avec quatre pommes de pin d'or et quatre grappes de raisin. Au sommet, couronne royale fermée.

### Drapeau
Drapeau rectangulaire aux proportions 2:3, composé de trois bandes horizontales distribuées également avec les couleurs de son blason, jaune, vert et rouge, portant le blason au centre.

## Source
- (es) Cet article est partiellement ou en totalité issu de l’article de Wikipédia en espagnol intitulé « El Piñero » (voir la liste des auteurs).

1. ↑  (es) Manuel Lucas Álvarez, El Reino de León en la Alta Edad Media. IX, Centro de Estudios e Investigación "San Isidoro" (CSIC-CECEL), 1988 (lire en ligne), p. 488
2. ↑  (es) « Real Decreto de 30 de noviembre de 1833 sobre la división civil de territorio español en la Península e islas adyacentes en 49 provincias », 1833
3. ↑  ACUERDO del Pleno del Ayuntamiento de 22 de agosto de 2006, relativo a la aprobación del Escudo Heráldico y Bandera Municipal. BOCyL nº180, 18 de septiembre de 2006